# 王國之心III
《王國之心III》為史克威爾艾尼克斯開發發行的动作角色扮演游戏，本作是王國之心系列第12部作品，遊戲已在2019年1月25日於日本發售，國際版於2019年1月29日發售，登陸平台為PlayStation 4與Xbox One。於2021年3月30日登陸Windows平台。於2022年2月10日以云游戏的形式登陆任天堂Switch平台。

## 開發
在史克威尔艾尼克斯完成了《王国之心II FINAL MIX+》的开发后，迪士尼联系了野村哲也，表示对续集感兴趣。在一次訪問中，野村哲也指出他的團隊正忙於其他遊戲設計如《最終幻想XV》，而無暇理會《王國之心III》。他亦指出他的團隊正在研究提高遊戲的解析度和遊戲的平台技術要求，並相信《王國之心III》應該會應用在現有的平台上。對於遊戲的故事內容，野村哲也揭露遊戲將會緊接《王國之心3D》的情節並會是賽亞諾特篇的最後一集故事。
製作團隊於2013年6月11日的E3發布展中發布了有關《王國之心III》的預告片，在預告片末，有「正在製作」的字眼，卻未有任何與發售日期的消息，平台為PlayStation 4和Xbox One。
在2014年E3展上，《王国之心 HD II.5 ReMIX》预告片的结尾处出现了一段简短的游戏预告。安江泰透露，预告中看到的镜头是游戏的开场场景。他还说，这是由野村制作的，他对故事的开场片段有了真正清晰的把握，所见所闻的文字要「真正成为故事中不可或缺的一部分」。2014年9月，史克威尔艾尼克斯宣布野村将不再担任《最终幻想XV》的导演，将注意力集中在其他项目上，包括《王国之心III》。
在2015年由迪士尼举办的D23上，官方宣布《超能陆战队》（Big Hero 6）将首次在《王國之心III》中出场。
2017年則在D23 EXPO上宣布將會加入《玩具總動員》的世界。

### 音樂
本作的音樂由下村阳子負責。與前作相同，主題曲《誓約》由宇多田光製作與演唱。除了《誓約》，本作還有第二首主題曲《Face My Fears》，由宇多田光、Skrillex和Poo Bear共同創作，最初，Skrillex提出改編《誓約》的計畫，但宇多田光覺得比起改編不如一起創作新歌。兩首主題曲皆有英語日語兩個版本，單曲預計於2019年1月18日發售。

### 配音
索拉一行人的英文配音照舊，這次新加入的《超能陆战队》、《玩具總動員》、《魔髮奇缘》、《冰雪奇缘》皆為原班人馬。

## 發行
遊戲首次於2013年E3展上公布首支預告片，除了一開始宣布預計於PlayStation 4平台上發售，史克威爾艾尼克斯也在E3展媒體發表會宣布，《王國之心III》與《最終幻想XV》將於在Xbox One平台發售。
2018年，史克威爾艾尼克斯於美國洛杉磯舉行的《王國之心》演奏會「KINGDOM HEARTS Orchestra -World Tour-」當中宣布《王國之心III》的發售日期。日本將在2019年1月25日發售，國際版則是在2019年1月29日發售。11月21日，Xbox官方微博透露遊戲將會推出中文版，隨後將內容修改成「语言支持待原厂后续公布」。在Xbox修改內容之後，SIE宣布《王國之心III》將會推出中文版。2019年1月25日，橋本真司現身台北電玩展宣布PlayStation 4平台繁體中文版的《王國之心III》將於5月23日發售。
雖然遊戲預計於PlayStation 4和Xbox One平台發售，但野村哲也在接受IGN採訪時表示可能會開發任天堂Switch版的《王國之心III》，但這些要等到PlayStation 4和Xbox One平台的開發告一段落才會考慮。
本作於發售日的隔週全球出貨數即超過了500萬份。

## 評價
| 汇总媒体   | 得分                     |
| ---------- | ------------------------ |
| Metacritic | PS4：83/100 XONE：80/100 |

| 媒体          | 得分   |
| ------------- | ------ |
| Game Informer | 9.5/10 |
| GamesRadar+   | [ 22 ] |
| GameSpot      | 8/10   |
| IGN           | 8.7/10 |
| USGamer       | 4.5/5  |

### 所獲獎項
| 年份 | 獎項             | 類別                  | 獲提名                                      | 結果 | 來源          |
| ---- | ---------------- | --------------------- | ------------------------------------------- | ---- | ------------- |
| 2017 | IGN最佳E3獎      | 最佳預告片            | Kingdom Hearts 3 Gameplay Trailer - E3 2017 | 提名 | [ 26 ]        |
| 2017 | IGN最佳E3獎      | 最大驚喜              | 《王國之心III》                             | 提名 | [ 26 ]        |
| 2018 | IGN最佳E3獎      | 最佳遊戲              | 《王國之心III》                             | 提名 | [ 27 ]        |
| 2018 | IGN最佳E3獎      | 最佳PlayStation 4遊戲 | 《王國之心III》                             | 提名 | [ 27 ]        |
| 2018 | IGN最佳E3獎      | 最佳Xbox One遊戲      | 《王國之心III》                             | 提名 | [ 27 ]        |
| 2018 | IGN最佳E3獎      | 最佳動作冒險遊戲      | 《王國之心III》                             | 提名 | [ 27 ]        |
| 2018 | Momocon          | 2018E3選擇奖          | 《王國之心III》                             | 獲獎 | [ 28 ]        |
| 2018 | 2018年虚幻E3大奖 | 赏心悦目奖            | 《王國之心III》                             | 獲獎 | [ 29 ]        |
| 2018 | 2018年虚幻E3大奖 | 热门话题奖            | 《王國之心III》                             | 獲獎 | [ 29 ]        |
| 2018 | 2018年虚幻E3大奖 | 爱不释手奖            | 《王國之心III》                             | 提名 | [ 29 ]        |
| 2018 | 遊戲評論家獎     | 最佳角色扮演遊戲      | 《王國之心III》                             | 獲獎 | [ 30 ]        |
| 2018 | 日本遊戲大賞     | 未來部門              | 《王國之心III》                             | 獲獎 | [ 31 ] [ 32 ] |
| 2019 | 日本遊戲大賞     | 優秀奬                | 《王國之心III》                             | 獲獎 | [ 33 ]        |

## 備註
1. ↑  英語版的《誓約》標題為《Don’t Think Twice》，《Face My Fears》則沒有另取標題